# Crescencio Salcedo
Crescencio Salcedo Monroy (Palomino, municipio de Pinillos, Bolívar, 27 de agosto de 1913-Medellín, 3 de marzo de 1976) fue un compositor colombiano.

## Biografía
Hijo de Lucas Crescencio Salcedo Salcedo y Belén Monroy. Con cinco hermanos, su familia era humilde y dedicada a la ganadería y a la agricultura, actividades en las que Crescencio colaboraba y que inspiraron algunas de sus canciones. Nunca asistió a la escuela por lo cual no sabía leer ni escribir y fue autodidacta, dedicando su vida a la música popular y a la fabricación de gaitas y flautas, las cuales interpretó con destreza en las fiestas del pueblo. Fue conocido como el mote de “El compae mochila de los pies descalzos”, dado que fue un hombre de gran sensibilidad; caminaba descalzo, según él, "para mejor sentir el contacto de la Madre Tierra".
Sobre su trabajo declaró: «Nunca me gusta hacerme pasar como compositor de ninguna obra. No he creído que uno compone nada, sino que lo único que hace es recoger motivos de lo que está con perfección hecho. De acuerdo con la cultura, con ese pulimento que uno tiene, puede recoger la obra. Nadie compone nada. Todo está compuesto con perfección. Uno lo que hace es descomponer.» El resultado de esa forma de ver su obra es que personajes deshonestos cometieron plagio y se apropiaron de sus derechos registrando sus canciones como de su autoría mientras el verdadero autor vivió en la pobreza; entre ellas, "La múcura" y "La varita de caña (Varita'e caña).
Vivió sus últimos años en Medellín, donde vendía en la calle Junín los instrumentos musicales que fabricaba. Falleció víctima de un derrame cerebral el 3 de marzo de 1976, en esa ciudad.

## Obra
Crescencio Salcedo es el autor del clásico tema navideño El año viejo escuchado en varios países de habla hispana e interpretado por distintas orquestas. Fue grabada originalmente en 1953 por el mexicano Tony Camargo, acompañado de la orquesta de Rafael de Paz y el coro de las Tres Conchitas (Refugio "Cuca" Hernández, y las hermanas Gudelia y Laura Rodríguez). El hombre caimán, que le dio fama al cantautor colombiano José María Peñaranda y que se conoció luego como Se va el caimán. Otra de sus composiciones es La múcura, que inmortalizó Beny Moré y que tiene múltiples versiones. También es de su autoría Mi cafetal, que interpretaron Los Panchos y que también grabó Tony Camargo acompañado de la orquesta de Rafael de Paz. Algunas de las composiciones de Salcedo se las atribuyen al músico y productor colombiano Antonio Fuentes.  